# Evangelische Stadtkirche Rheda
Die Evangelische Stadtkirche im ostwestfälischen Rheda-Wiedenbrück gehört zur Evangelischen Versöhnungs-Kirchengemeinde, in der sich 2007 die evangelischen Kirchengemeinden in Rheda, Wiedenbrück, Herzebrock-Clarholz und Langenberg vereinten. Verwaltungstechnisch liegt die Kirche im Kirchenkreis Gütersloh der Evangelischen Kirche von Westfalen.

## Geschichte

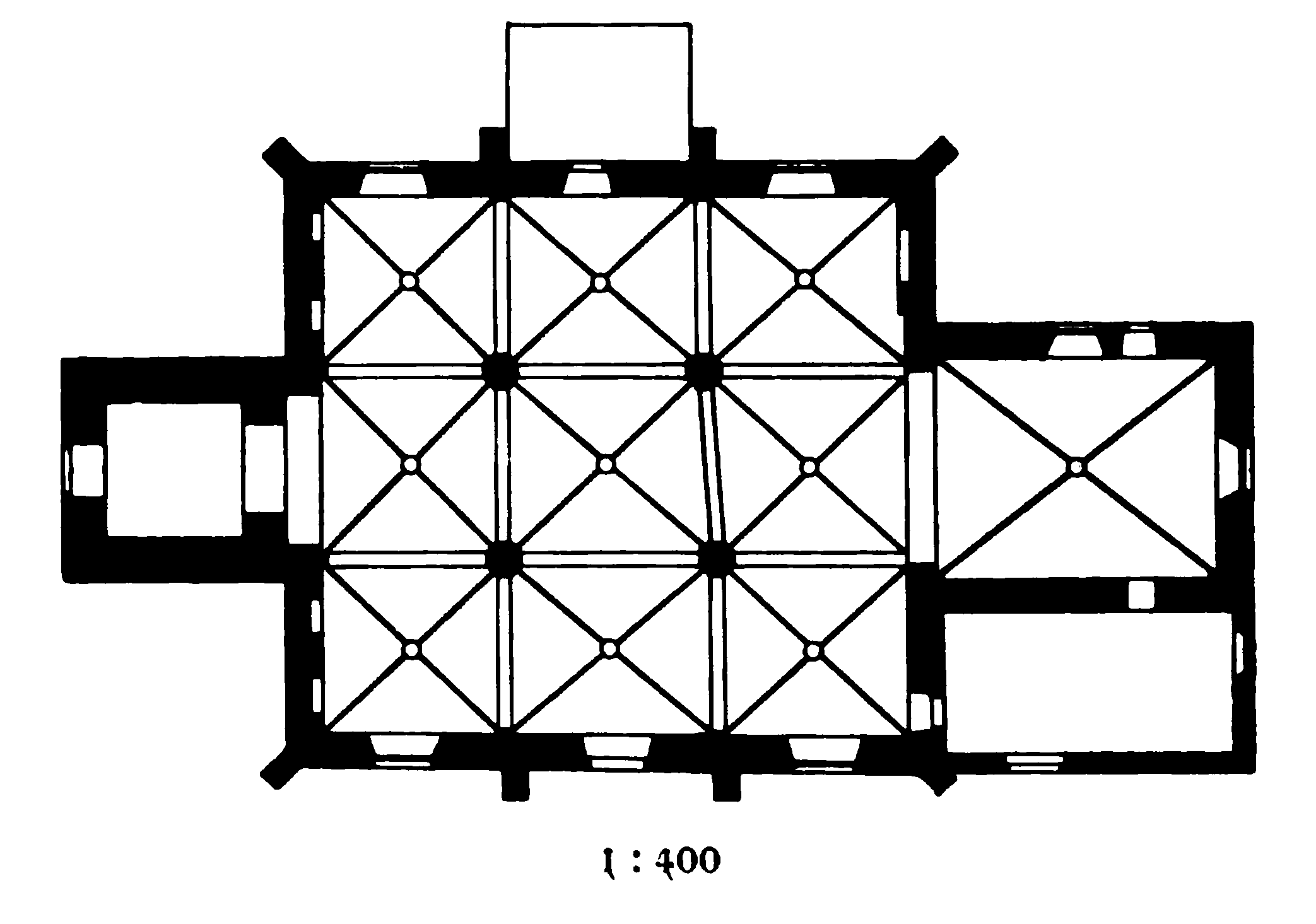
Grundriss

1527 wurde die Reformation von Konrad von Tecklenburg eingeführt und die dreischiffige Hallenkirche entstand durch die Erweiterung einer älteren Heiligblutkapelle. Sie wurde ab 1611 in gotisierenden Formen errichtet. Der Westturm ist 1654 bezeichnet.
Die Rhedaer Stadtkirche gilt als eine der frühesten protestantischen Kirchenbauten Westfalens.
1866 spalteten sich die evangelischen Gläubigen in Wiedenbrück und Langenberg ab und bildeten eine eigene Gemeinde. Nach dem Zweiten Weltkrieg kamen viele Vertriebene evangelischen Glaubens nach Herzebrock-Clarholz und bildeten dort eigene Gemeinden.
Die Evangelische Stadtkirche ist seit Mai 1983 denkmalgeschützt.

## Ausstattung

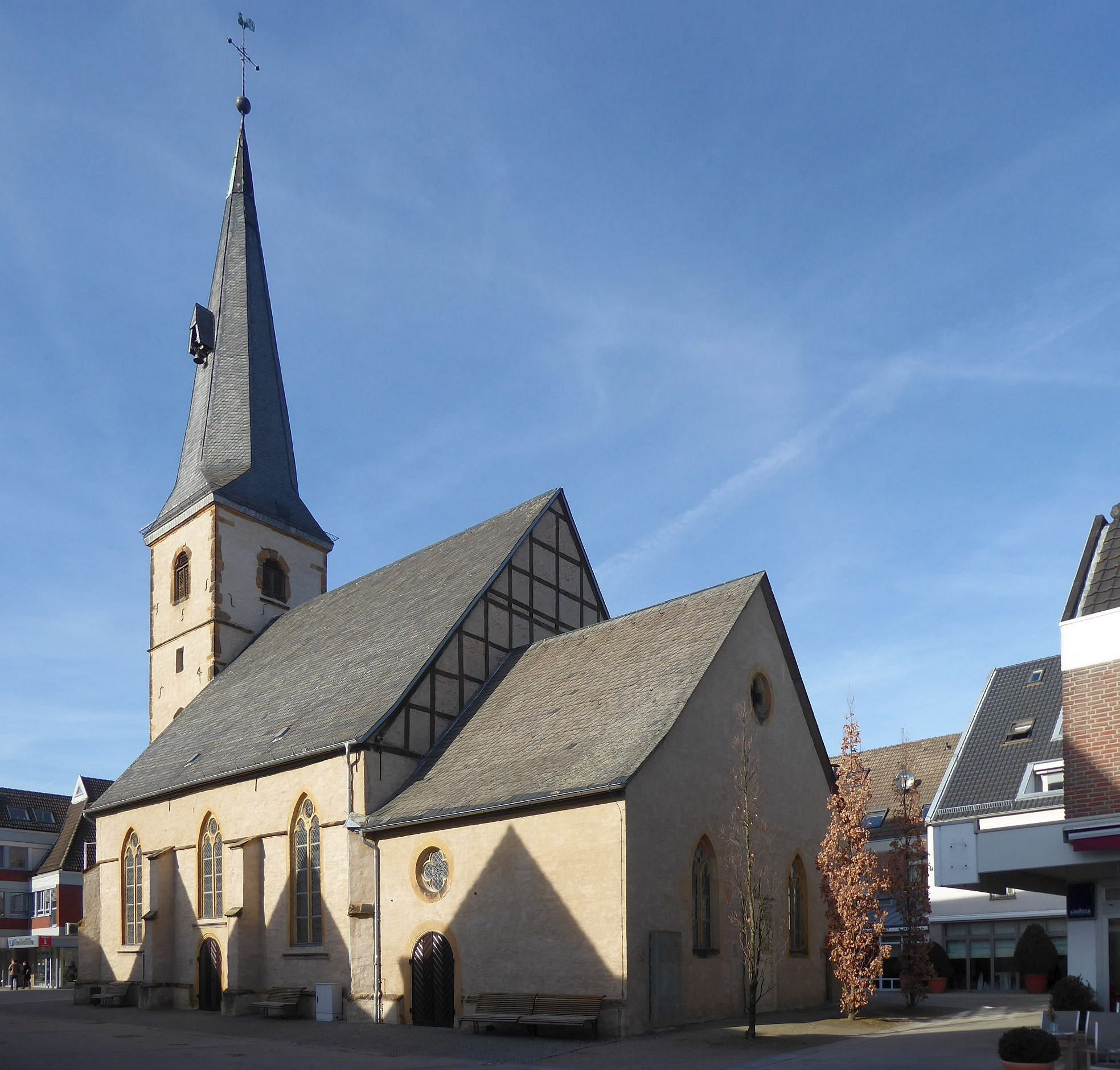
Ansicht von Südosten

Zur Ausstattung gehören zwei Epitaphien. Das bedeutendere der beiden wurde für den Drosten Friedrich von Twickel († 1629) vielleicht von Adam Stenelt aus Osnabrück geschaffen. Das achteckige Taufbecken, bezeichnet 1567, wurde bei der 1970/71 durchgeführten Innenrenovierung entdeckt.
Reste des alten Kirchengestühls von 1623 (und aus späterer Zeit) befinden sich seit der letzten Kirchenrenovierung unter der Fürstenempore. Letztere entstand Anfang des 18. Jahrhunderts.
Am Außenbau sind mehrere, ehemals auf dem Fußboden der Kirche befindliche Grabplatten angebracht, darunter die der Gräfin Sophia zu Bentheim-Tecklenburg († 1691) und die des Drosten Johannes von Bistram († 1685).